# Daryl Harpe
Daryl Harpe (* 12. August 1966 in Fort McMurray, Alberta) ist ein ehemaliger kanadischer Eishockeyspieler, der im Verlauf seiner Profikarriere vorwiegend in der East Coast Hockey League (ECHL) aktiv war.

## Karriere
Harpe war zunächst von 1983 bis 1987 für die inzwischen aufgelösten Hobbema Hawks aus der Alberta Junior Hockey League aktiv. Dort gelang es ihm in jeder seiner vier Spielzeiten seine Punkteausbeute zu steigern. In insgesamt 214 Spielen erzielte der Stürmer 302 Scorerpunkte. Im Verlauf seiner letzten Saison im Team wechselte der Kanadier in den Herrenbereich und kam im Trikot der Erie Golden Blades zu 15 Einsätzen in der Atlantic Coast Hockey League. Mit Gründung der East Coast Hockey League im Jahr 1988 erhielt der Angreifer einen Vertrag bei den Erie Panthers. Dort etablierte er sich sofort als einer der offensivstärksten Spieler der Liga, die zunächst aus lediglich fünf Teams bestand, aber jeweils 60 Partien absolviert wurden. Harpe kam im Verlauf der Saison 1988/89 in allen 60 Spielen der regulären Saison zum Einsatz. Dabei gelangen ihm 38 Tore und 84 Assists für insgesamt 122 Punkte, womit er erfolgreichster Spieler der Liga war und mit zahlreichen individuellen Auszeichnungen, unter anderem als wertvollster Spieler der Liga, bedacht wurde.
Auch in den folgenden zwei Saisons war Harpe ein zuverlässiger Scorer, konnte jedoch nie mehr an die herausragende Saison 1988/89 heranreichen. Seine Karriere ließ er im kanadischen Amateur-Eishockey ausklingen.

## Erfolge und Auszeichnungen
- 1989 Bester Vorlagengeber der East Coast Hockey League
- 1989 ECHL Leading Scorer
- 1989 ECHL First All-Star Team
- 1989 ECHL Most Valuable Player

## Karrierestatistik
(Legende zur Spielerstatistik: Sp oder GP = absolvierte Spiele; T oder G = erzielte Tore; V oder A = erzielte Assists; Pkt oder Pts = erzielte Scorerpunkte; SM oder PIM = erhaltene Strafminuten; +/− = Plus/Minus-Bilanz; PP = erzielte Überzahltore; SH = erzielte Unterzahltore; GW = erzielte Siegtore; 1 Play-downs/Relegation; Kursiv: Statistik nicht vollständig)